# Eric Greitens
Eric Robert Greitens (Saint Louis, 10 aprile 1974) è un politico e militare statunitense, Governatore del Missouri dal 2017 al 2018.

## Biografia
Nato a Saint Louis, in Missouri, Greitens ha frequentato la Parkway North High School per poi proseguire gli studi alla Duke University, dove ha conseguito materie quali etica, filosofia e politica pubblica. Ha continuato gli studi presso la Lady Margaret Hall, dove ricevette un dottorato di ricerca nel 2000. In passato ha ricoperto il ruolo di insegnante all'Università del Missouri e alla Università Washington a Saint Louis.

## Carriera militare
A partire dal 2001 intraprende la carriera militare iscrivendosi alla Naval Officer Candidate School, subito dopo la laurea ad Oxford. Nel 2002 si laurea a Coronado, dopodiché inizia a ricoprire il ruolo di capitano di corvetta presso la United States Navy . Dopo aver completato l'addestramento SEAL,venne spedito più volte in Iraq, Afghanistan, Corno d'Africa e Asia sud-orientale. Inoltre serve come comandante di un'unità di commissione speciale. Per le sue operazioni in campo militare venne insignito anche di numerosi premi.

## Carriera politica

### Governatore del Missouri (2017-2018)
Dapprima iscritto al Partito Democratico, nel 2015 annuncia la sua candidatura a Governatore del Missouri da Repubblicano. Dopo aver battuto i suoi sfidanti alle primarie, alle elezioni generali del 2016, tenutesi in concomitanza con le elezioni presidenziali, Greitens sconfigge l'avversario Democratico Chris Koster, assumendo le funzioni di Governatore il 9 gennaio 2017.

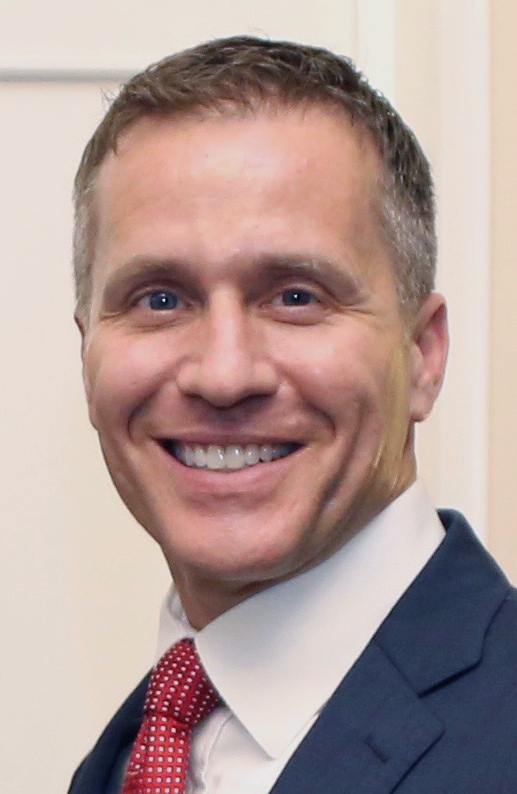
Greitens nel 2018.

É costretto a dimettersi nel 2018 dopo essere stato arrestato dalla polizia per accuse di molestie sessuali. Gli subentra il suo Vicegovernatore Mike Parson.

### Candidatura a Senatore degli Stati Uniti per il Missouri
Nel 2022 tentò di rientrare nella scena politica candidandosi alle primarie per la scelta del candidato repubblicano alla carica di senatore per il Missouri, ma si piazzò al terzo posto dietro alla deputata Vicky Hartzler e al vincente Eric Schmitt.

## Procedimenti giudiziari
Fu arrestato dalla polizia nel febbraio 2018 a seguito di alcune accuse di molestie sessuali presentate da una donna. Secondo il suo racconto, la donna si sarebbe incontrata con il governatore e quest'ultimo l'avrebbe legata per poi farle delle foto con il suo cellulare semi-nuda, minacciando che avrebbe pubblicato le foto qualora si fosse permessa di rivelare al pubblico i loro incontri. Greitens si è difeso ammettendo di aver effettivamente commesso ciò ma di non aver commesso un crimine.